# Steentrechterspin
De steentrechterspin (Tegenaria silvestris) is een spinnensoort uit de familie trechterspinnen. Deze spin lijkt op de bonte trechterspin, maar is kleiner.
Het kopborststuk is grijsbruin geelbruine banden. Er is ook een grote vlek in driehoekige vorm aanwezig. De poten zijn geelbruin met donkere markeringen. Het achterlijf is grotendeels donkergrijs met geelbruine vlekken. Het vrouwtje wordt 5 tot 9 mm groot, het mannetje 5 tot 7 mm. Deze soort leeft onder stenen en houtblokken.